# Sweet Sensation (US-amerikanische Band)
Sweet Sensation waren eine US-amerikanische R&B-/Dance-Band, die aus weiblichen Mitgliedern bestand und zwischen Anfang 1987 und Ende 1990 in den Charts vertreten waren.

## Geschichte
Betty LeBron und die beiden Schwestern Maria und Margie Fernandez, drei New Yorkerinnen puerto-ricanischer Abstammung, schlossen sich 1986 als Sweet Temptation zusammen. Für ihre noch im selben Jahr als erste erschienene Platte Hooked on You benannten sie sich wegen der Temptations in Sweet Sensation um. Da es aber bereits eine britische Band desselben Namens gab, waren sie außerhalb der USA auch als New York’s Sweet Sensation bekannt.
Bereits mit der ersten Veröffentlichung kamen sie in den US-Popcharts bis auf Platz 64 und konnten sich auch weiterhin in diesen Chartregionen behaupten. Noch erfolgreicher waren sie in den US-Dance-Charts, wo Take It While It’s Hot auf Platz 14 kam und Never Let You Go 1988 sogar eine Nummer 1 wurde.
1989 verließ Mari das Trio und Sheila Bega schloss sich den verbliebenen beiden Frauen an. Mit einer Cover-Version des Supremes-Hits Love Child konnten sie im Frühjahr 1990 dann auch in den Popcharts in die vorderen Ränge vorstoßen und noch im Spätsommer desselben Jahres hatten sie mit If Wishes Came True schließlich ihren größten Hit. Mit der Ballade gelang es dem Trio, einen Nr. 1-Hit in den Billboard Hot 100 zu landen. In Europa waren sie dagegen nie in den Hitparaden vertreten.
Nach einer letzten gemeinsamen Single waren sie dann ab 1991 wieder aus den Hitparaden verschwunden. Betty absolvierte zwar für einen kurzen Zeitraum mit drei neuen Sängerinnen als Quartett unter dem alten Namen noch Auftritte, aber 1992 trennte sich die Formation endgültig.
2005 trat Betty LeBron als Betty Dee noch einmal in Erscheinung. Sie sang auf der Dance-Single My Body, Tu Cuerpo von Dynamix (Dynamix presents Sweet Sensation).

## Mitglieder
- Betty LeBron (1986–1992)
- Margie Fernandez (1986–1991)
- Maria 'Mari' Fernandez (1986–1989)
- Sheila Bega (1989–1991)
- Bell (1991–1992)
- Jenae (1991–1992)
- Maya (1991–1992)

## Diskografie

### Studioalben
| Jahr | Titel                  | Höchstplatzierung, Gesamtwochen, AuszeichnungChartsChartplatzierungen (Jahr, Titel, Platzierungen, Wochen, Auszeichnungen, Anmerkungen) | Anmerkungen                         |
| Jahr | Titel                  | US | Anmerkungen                         |
| ---- | ---------------------- | --- | ----------------------------------- |
| 1988 | Take It While It’s Hot | US63 (32 Wo.)US | Erstveröffentlichung: Dezember 1988 |
| 1990 | Love Child             | US78 (23 Wo.)US | Erstveröffentlichung: April 1990    |

Weitere Alben
- 1990: The Hit Singles Collection
- 1991: Time to Jam! (The Remix Album)

### Singles
| Jahr | Titel Album                             | Höchstplatzierung, Gesamtwochen, AuszeichnungChartsChartplatzierungen (Jahr, Titel, Album, Platzierungen, Wochen, Auszeichnungen, Anmerkungen) | Anmerkungen                                          |
| Jahr | Titel Album                             | US | Anmerkungen                                          |
| ---- | --------------------------------------- | --- | ---------------------------------------------------- |
| 1987 | Hooked on You Take It While It’s Hot    | US23 (28 Wo.)US | Erstveröffentlichung: Januar 1987                    |
| 1988 | Take It While It’s Hot                  | US57 (13 Wo.)US | Erstveröffentlichung: April 1988                     |
| 1988 | Never Let You Go Take It While It’s Hot | US58 (10 Wo.)US | Erstveröffentlichung: September 1988                 |
| 1988 | Sincerely Yours Take It While It’s Hot  | US14 (16 Wo.)US | Erstveröffentlichung: Dezember 1988 feat. Romeo J.D. |
| 1990 | Love Child                              | US13 (15 Wo.)US | Erstveröffentlichung: März 1990                      |
| 1990 | If Wishes Came True Love Child          | US1 (20 Wo.)US | Erstveröffentlichung: 14. Juni 1990                  |
| 1990 | Each and Every Time Love Child          | US59 (7 Wo.)US | Erstveröffentlichung: Oktober 1990                   |